# Dímelo (canción de Enrique Iglesias)
«Do You Know? (The Ping Pong Song) / Dímelo» es una canción interpretada por el cantautor español Enrique Iglesias, Fue lanzada por la empresa discográfica Interscope Records el 11 de junio de 2007 como el sencillo principal del octavo álbum de estudio y cuarto realizado en inglés Insomniac (2007). La canción toma la parte posterior de su nombre del sonido de una pelota de ping pong saltando la cual es usada como una pista de percusión durante la canción. Hasta la fecha esta es la canción más exitosa en la carrera de Iglesias.

## Información de la canción
Iglesias presentó la canción en el programa de radio de Ryan Seacrest en KIIS-FM el lunes 9 de abril de 2007. La canción fue oficialmente comprada por estaciones de radio, llegó al número 2 del Bubbling Under Hot 100 Singles de Billboard y al lugar 21 del Billboard Hot 100.
Iglesias también grabó una versión en español de la canción titulada "Dímelo", que llegó al número 1 del chart Billboard Hot Latin Tracks de Billboard, se mantuvo once semanas. La canción es la decimoséptima canción de Enrique Iglesias en llegar al número 1, haciéndolo el sencillo de mejor performance en el Billboard Hot Latin Tracks del 2007.

## Video musical
El video musical es dirigido por Jesse Terrero y es considerado para parodiar el proceso pensado por muchos directores cuando hacen videos musicales de Iglesias.
El video comienza con Iglesias y su mánager interpretado por Mike Boogie (competidor del Big Brother 2 (2001) y campeón del Big Brother All Stars (2006) en EUA), conociendo a uno de los directores más calientes en los negocios. Cuando ellos llegan, el director interpretado por el actor estadounidense Jon Abrahams es rodeado por algunas mujeres estupendas las cuales están ocupadas por sí mismas jugando ping pong.
Cuando Iglesias muestra poco interés en la primera de las ideas el director le muestra una segunda idea donde Iglesias está en un bosque con su compañera interpretada por la modelo de Sports Illustrated Yésica Toscanini.
La canción permaneció por varios días en el segundo lugar del TRL de MTV.

## Lista de canciones
PROMO CD
1. «Do You Know?»

U.K. CD Single
1. «Do You Know?»
2. «Do You Know?» (DJ Dan Remix)

U.K. Single EP
1. Ralphi Rosario & Craig CJs Vocal Mix
2. Ralphi Rosario & Craig CJs Thick & Chunky Dub
3. DJ Dan Remix
4. DJ Dan Dub
5. Ralphi Rosario & Craig CJs Radio Edit
6. Original Version

U.S. Single EP
1. «Do You Know» (Ralphi Rosario & Craig CJ's Vocal Mix 9:30)
2. «Do You Know» (DJ Dan & Dave Aude Club ReMix 7:16)
3. «Do You Know» (Ralphi Rosario Thick N' Chunky Dub Mix 8:38)
4. «Do You Know» (DJ Dan & Dave Aude Dub Mix 7:17)
5. «Do You Know» (Ralphi Rosario & Craig CJ's Radio Edit 3:54)
6. «Do You Know» (DJ Dan & Dave Aude Rub Mix 7:17)

Canadá
1. «Do You Know» (The Ping Pong Song)
2. «Push» - (with Lil Wayne)

## Versión reguetón
En ese mismo año (2007) el productor musical Nely "El Arma Secreta" hizo un remix de la canción añadiéndole al cantante de reguetón Dálmata.

## Posicionamiento
| Listas (2007)                   | Posición |
| ------------------------------- | -------- |
| Lista de éxitos de Bulgaria     | 2        |
| Canadian Hot 100                | 19       |
| Lista de éxitos de Chipre       | 10       |
| Czech IFPI Chart                | 1        |
| Danish Download Chart           | 5        |
| Nederlandse Top 40              | 2        |
| German Top 40                   | 6        |
| Lista de éxitos de Irlanda      | 2        |
| Lista de éxitos de Perú         | 11       |
| Lista de éxitos de Polonia      | 7        |
| Lista de éxitos de Rumania      | 1        |
| Slovakia IFPI Chart             | 7        |
| Lista de éxitos de Suecia       | 3        |
| Switzerland single top 100      | 4        |
| UK Singles Chart                | 3        |
| U.S. Billboard Hot 100          | 21       |
| U.S. Billboard Hot Latin Tracks | 1        |
| U.S. Billboard Pop 100          | 23       |

### Sucesión y posicionamiento
| Predecesor: Intocable de Aleks Syntek | México Top 100 — Sencillo N°. 1 26 de agosto de 2007 - 6 de octubre de 2007 | Sucesor: El eco de tu voz de Playa Limbo |

| Predecesor: Si nos quedara poco tiempo de Chayanne | U.S. Billboard Hot Latin Songs — Sencillo N°. 1 (Primera vuelta) 19 de mayo de 2007 - 29 de junio de 2007            | Sucesor: Ojalá de Marco Antonio Solís |
| Predecesor: Ojalá de Marco Antonio Solís           | U.S. Billboard Hot Latin Songs — Sencillo N°. 1 (Segunda vuelta) 21 de julio de 2007 - 17 de agosto de 2007          | Sucesor: Y si te sigo de Fanny Lu     |
| Predecesor: No llores de Gloria Estefan            | U.S. Billboard Hot Latin Songs — Sencillo N°. 1 (Tercera vuelta) 15 de septiembre de 2007 - 21 de septiembre de 2007 | Sucesor: No llores de Gloria Estefan  |

| Predecesor: Si nos quedara poco tiempo de Chayanne | U.S. Billboard Latin Pop Airplay — Sencillo N°. 1 (Primera vuelta) 30 de junio de 2007 - 6 de julio de 2007       | Sucesor: Si nos quedara poco tiempo de Chayanne |
| Predecesor: Si nos quedara poco tiempo de Chayanne | U.S. Billboard Latin Pop Airplay — Sencillo N°. 1 (Segunda vuelta) 14 de julio de 2007 - 28 de septiembre de 2007 | Sucesor: Me enamora de Juanes                   |

| Predecesor: Mi corazoncito de Aventura | U.S. Billboard Latin Tropical Airplay — Sencillo N°. 1 2 de junio de 2007 - 8 de junio de 2007 | Sucesor: Más que tú amigo de Tito Nieves |